# Alexandr Parvus
Alexandr Parvus (27. srpnajul./ 8. září 1867greg. Berezino, Minská gubernie, Ruské impérium – 12. prosince 1924 Berlín, Německo), vlastním jménem Izrael Lazarevič Gelfand (také Helphand), byl ruský židovský revolucionář.
V roce 1885 se vyučil zámečnickému řemeslu, od roku 1888 studoval na univerzitě v Basileji. Stal se úspěšným podnikatelem, a využíval své obchodní zástupce jako agenty pro své politické cíle.
Proslul jako muž, který se podílel přípravě a financování bolševické revoluce v Rusku. Roku 1900 se seznámil s Leninem a později s dalšími ruskými revolucionáři, a začal s nimi spolupracovat na rozbití carského Ruska. Vytvořil celoevropskou síť agentů, která měla říší destabilizovat – organizací stávek a demonstrací, distribucí letáků, agitováním apod. Od roku 1915 mu na tyto aktivity přispívalo i německé ministerstvo financí. V roce 1917 organizoval přejezd Lenina ze Švýcarska do carského Ruska za pomoci oficiálních míst Německého císařství.